# Enciclopedia dello Sport
L'Enciclopedia dello Sport è un'opera facente parte della collana Garzantine, realizzata da Claudio Ferretti e Augusto Frasca nel 2008.
Essa non è stata tuttavia distribuita con La Gazzetta dello Sport, a differenza di quanto avvenuto per gli altri volumi.

## Contenuti
Il libro è incentrato prevalentemente sul tema sportivo, con un totale di 6 100 voci dedicate a: protagonisti (atleti, allenatori, arbitri, dirigenti, giornalisti), società, federazioni, terminologia e discipline (il cui totale ammonta a 120, includendovi anche giochi e attività scarsamente diffuse o conosciute).
Sono inoltre presenti riflessioni monografiche su argomenti connessi alla pratica sportiva, tra cui: arte, abbigliamento, cinema, letteratura, economia, istruzione, politica, medicina, copertura mediatica, impianti, scienza, tifo, teatro e violenza. È poi dedicata una scheda a ciascuna edizione dei Giochi olimpici, sia estivi che invernali. L'opera è completata da una galleria fotografica con 250 immagini nonché da un'appendice comprendente albi d'oro, primati e classifiche.
L'aggiornamento dei dati statistici è riferito alle Olimpiadi di Pechino 2008, con la diffusione editoriale compiuta nell'autunno seguente.

## Realizzazione
Nella sezione introduttiva gli autori ripercorrono il lavoro svolto nell'arco di tre anni per ricostruire, catalogare e classificare il materiale; malgrado l'accuratezza e la precisione impiegata, permangono incertezze di carattere storico o statistico su personaggi e fatti controversi o remoti, la cui ricerca di fonti non ha permesso di fugare appieno i dubbi.